# Ikoma
Ikoma (生駒市 -shi) é uma cidade japonesa localizada na província de Nara.
Em 2003 a cidade tinha uma população estimada em 112 765 habitantes e uma densidade populacional de 2 120,44 h/km². Tem uma área total de 53,18 km².
Recebeu o estatuto de cidade em 1 de Novembro de 1971.